# 仲條正義
仲條 正義（なかじょう まさよし、1933年5月4日 - 2021年10月26日）は、日本のグラフィックデザイナー、女子美術大学客員教授。

## 経歴・人物[1]
東京都生まれ。千葉県立匝瑳高等学校、東京芸術大学美術学部図案科卒業。大学時代の同級生に福田繁雄、江島任がおり、芸大三羽烏と呼ばれた。1956年に資生堂宣伝部に入社。
1959年、資生堂を退社し河野鷹思を中心に八幡製鐵（現・新日本製鐵）との共同出資で設立されたデスカに福田繁雄、江島任、森下俊彦、日下弘らとともに参加。
翌年にフリーランス。1961年に仲條デザイン事務所を設立。以降、グラフィックデザインを領域に資生堂、松屋銀座、東京都現代美術館など中心に様々なクライアントで活躍する。
2007年から女子美術大学芸術学部デザイン・工芸学科ヴィジュアルデザイン専攻客員教授。
2011年まで資生堂PR誌「花椿」のアートディレクターを務める。
紫綬褒章、旭日小綬章、東京ADC 会員最高賞、毎日デザイン賞、東京TDC 会員金賞など受賞多数。
2021年10月26日、肝臓がんのため東京都内の自宅で死去。88歳没。

## 著書・作品集等

### 単著
- 『ggg books 15 仲條正義 (世界のグラフィックデザイン)』(ギンザ・グラフィック・ギャラリー、1994年11月)
- 『GINZABOUT 1975-1995』(ザ・ギンザ、1995年6月) ※エッセイ
- 『Nakajooo 印刷された仲條』(リトル・モア、1997年4月)
- 『仲條正義の仕事と周辺 Director and designer scan 6』(六耀社、1998年1月)
- 『タイムトンネルシリーズVOL15「仲條のフジのヤマイ」』(ガーディアン・ガーデン、2002年5月)
- 『仲條のフジのヤマイ　フジ三十六景』(リトル・モア、2002年5月)
- 『花椿ト仲條』(ピエ・ブックス、2009年2月)
- 『仲條正義展 忘れちゃってeasy思い出してcrazy』（資生堂企業文化部、2012年8月）
- 『仲條正義IN&OUT あるいは飲&嘔吐』（ギンザ・グラフィック・ギャラリー、2017年5月）
- 『仲條』（ADP、2021年2月）

### 共著
- 『地球からの手紙』(井本由紀、仲條正義、文化出版局、1995年3月)
- 『仲條服部八丁目心中』（仲條正義、服部一成、クリエイションギャラリーG8、2009年）
- 『LOST AND FOUND : 喪失と發見』（仲條正義、ジェイソン・エヴァンス、ADP、2013年10月）

### インタビュー、対談
- 『変わる価値─変わりつつある価値』(北川一成、ワークスコーポレーション、2008年10月)

- 『無名の頃』(小宮山さくら、晴山香織、パイインターナショナル、2010年7月)
- 『グラフィック文化を築いた13人 : 『アイデア』デザイナーインタビュー選集』（アイデア編集部、2014年2月）

### 特集
- 『アイデア290 アイデアvs仲條正義』（誠文堂新光社、2002年1月）

- 『アイデア350 仲條正義デラックス』（誠文堂新光社、2012年1月）

## ロゴ・デザイン
- 細見美術館
- TECH B-ing
- 東京都現代美術館
- 資生堂パーラー
- AUX ABOIS
- ザ・ギンザ（AD:仲条正義，D:川崎修司）
- 古今
- セイコーALBA「NEATNIK」
- 東京TDC
- 松屋銀座
- カゴメ
- 日光江戸村
- 特別区競馬組合／東京シティ競馬
- スパイラル (建築物)
- パルコ
- 千葉県ロゴ
- 個展「仲條のフジのヤマイ」ポスター（第5回亀倉雄策賞）[5]
- 熊野新聞
- X アルバム「Blue Blood」[6]
- 東急プラザ渋谷『Shibuya-San』